# Idaea caudata
Idaea caudata là một loài bướm đêm trong họ Geometridae.